# Wipe out

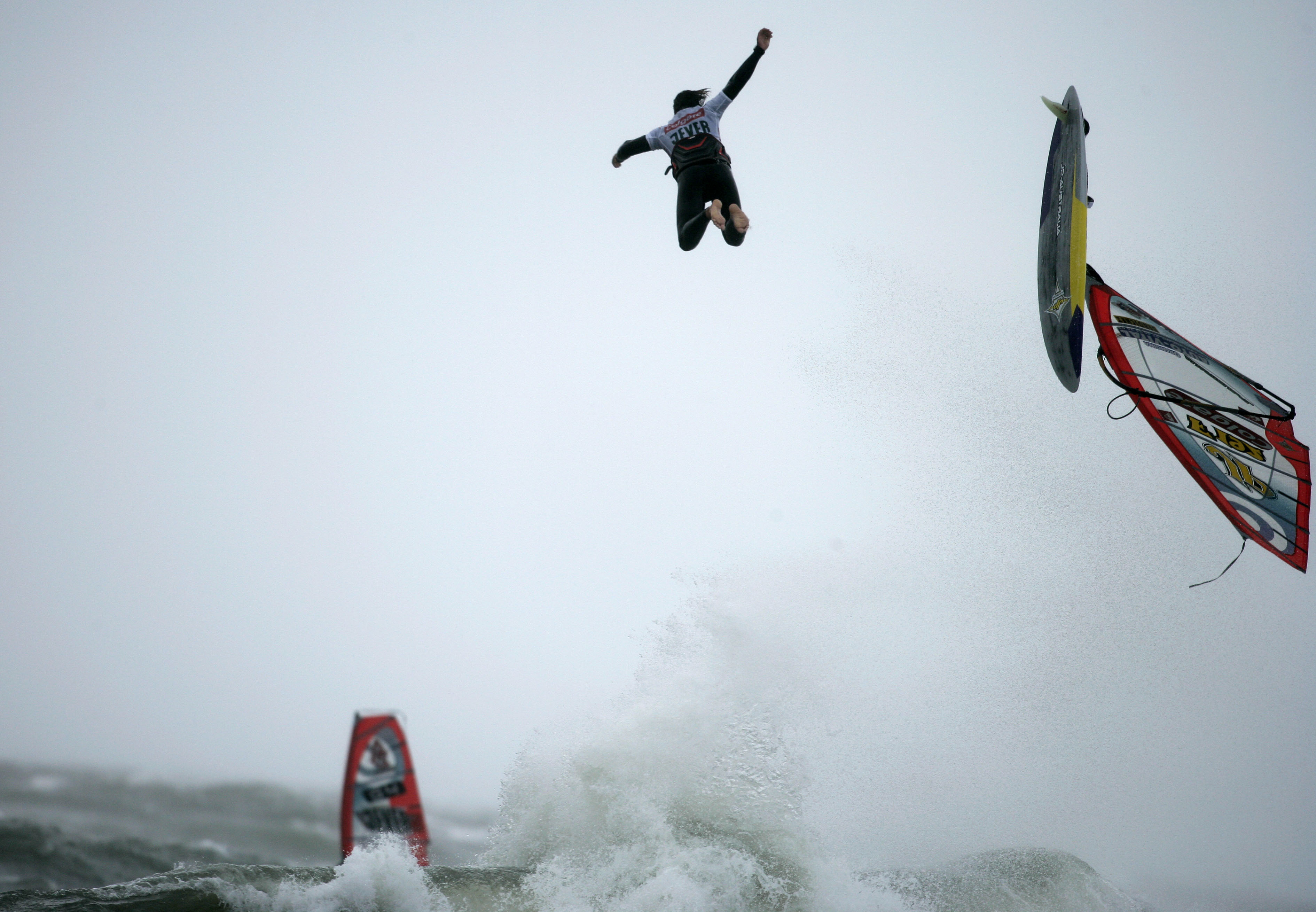
Wipe Out bei einem Windsurf-Sprung

Ein Wipe Out (to wipe out = auslöschen, vernichten, ausrotten) beschreibt in der Szenesprache von Wellenreitern und Windsurfern einen besonders schweren und spektakulären Sturz. Einige der gefährlichsten Wipe Outs kommen bei der Extremsportart Tow-in surfing vor.
Die Gefahren von Wipe Outs sind die Sturzhöhe auf das Wasser, Riffe direkt unter der Wasseroberfläche und der Sog, der das Auftauchen behindert, schwere Verletzungen und der Tod durch Ertrinken. 

## Instrumentalstück
Unter dem Titel Wipe Out erschien 1962 ein Instrumentalstück, das zuerst von der Surf-Rock-Band The Surfaris eingespielt wurde. Es wurde vielfach gecovert; unter anderem von den Gruppen The Beach Boys und The Ventures. Als Filmmusik wurde es unter anderem in den Flipper-Filmen, in The Wanderers – Terror in der Bronx sowie in Dirty Dancing verwendet.